# Reyon Kay
Reyon Kay (* 10. prosince 1986) je novozélandský rychlobruslař.
Velkých mezinárodních závodů se účastní od roku 2013, kdy poprvé startoval ve Světovém poháru. V roce 2016 se poprvé představil na Mistrovství světa a v tamním závodě s hromadným startem se umístil na šesté příčce. O rok později vybojoval na MS 2017 s novozélandským týmem stříbrnou medaili ve stíhacím závodě družstev. Zúčastnil se Zimních olympijských her 2018, kde v závodě na 1500 m se umístil na 26. místě, ve stíhacím závodě družstev byl čtvrtý a v závodě s hromadným startem skončil v semifinálové jízdě.